# Lenguaje simbólico (matemáticas)
En matemáticas, un lenguaje simbólico es un tipo de lenguaje que utiliza caracteres o símbolos para representar conceptos, como operaciones matemáticas, expresiones y proposiciones, así como las entidades o los operandos en los que se realizan las mencionadas operaciones.